# 應永
應永是日本的年號之一。在明德之後，正長之前。指1394年到1428年的期間。這個時代的天皇是後小松天皇、稱光天皇，並自1412年始由後小松上皇實施院政。室町幕府的將軍是足利義滿、足利義持、足利義量。在所有日本年號之中、應永的期間長度僅次於昭和、明治，位列第三（共35年），並且是一世一元制導入以前最長的。

## 改元
- 明德5年7月5日（陽曆1394年8月2日） 因疫病流行而改元。
- 應永35年4月27日（陽曆1428年6月10日） 改元為正長。

## 典故
出自『唐會要』卷67的「久應稱之、永有天下」。

## 應永年間要事
- 4年四月十六（1397年） - 金閣寺上樑儀式
- 6年十月廿八（1399年） - 應永之亂開始。大内義弘背叛足利義滿，在堺舉兵。
- 8年五月十三（1401年） - 足利義滿派出遣明使。這是走向日明貿易的第一步。
- 19年八月廿九（1412年） - 後小松天皇讓位給稱光天皇。稱光天皇踐祚。
- 26年六月廿六（1419年） - 應永外寇。由於倭寇搶掠而傷透腦筋的朝鮮，為了打擊倭寇根據地而襲擊對馬。

### 出生
- 元年正月初一（1394年2月1日） - 一休宗純、禪僧（文明13年逝世）
- 元年六月十四（1394年7月12日） - 足利義教、室町幕府6代將軍（嘉吉元年逝世）
- 5年（1398年） - 畠山持國、室町幕府管領（享德4年逝世）
- 8年三月廿九（1401年） - 稱光天皇、101代天皇（正長元年逝世）
- 9年五月初七（1402年） - 一條兼良、歌人（文明13年逝世）
- 11年五月廿九（1404年7月6日） - 山名宗全（持豐）、武將（文明5年逝世）
- 14年七月廿四（1407年8月27日） - 足利義量、室町幕府5代將軍（應永32年逝世）
- 22年二月廿五（1415年） - 蓮如、僧（明應8年逝世）
- 26年六月十八（1419年） - 後花園天皇、102代天皇（文明2年逝世）

### 逝世
- 元年八月初一（1394年） - 長慶天皇、98代天皇（南朝興國4年/北朝康永2年出生）
- 4年5月　細川賴元（室町幕府管領　享年54）
- 5年正月十三（1398年） - 崇光天皇、北朝3代天皇（建武元年出生）
- 5年十一月初四（1398年12月12日） - 足利氏滿、武將
- 15年五月初六（1408年5月31日） - 足利義滿、室町幕府3代將軍（南朝正平13年/北朝延文3年出生）
- 17年五月初七（1410年） - 斯波義將、室町幕府管領（南朝正平5年/北朝觀應元年出生）
- 31年四月十二（1424年） - 後龜山天皇、99代天皇
- 32年二月廿七（1425年3月17日） - 足利義量、室町幕府5代將軍（應永14年出生）

## 西元對照表
| 應永 | 元年   | 2年    | 3年    | 4年    | 5年    | 6年    | 7年    | 8年    | 9年    | 10年   |
| ---- | ------ | ------ | ------ | ------ | ------ | ------ | ------ | ------ | ------ | ------ |
| 西曆 | 1394年 | 1395年 | 1396年 | 1397年 | 1398年 | 1399年 | 1400年 | 1401年 | 1402年 | 1403年 |
| 干支 | 甲戌   | 乙亥   | 丙子   | 丁丑   | 戊寅   | 己卯   | 庚辰   | 辛巳   | 壬午   | 癸未   |
| 應永 | 11年   | 12年   | 13年   | 14年   | 15年   | 16年   | 17年   | 18年   | 19年   | 20年   |
| 西曆 | 1404年 | 1405年 | 1406年 | 1407年 | 1408年 | 1409年 | 1410年 | 1411年 | 1412年 | 1413年 |
| 干支 | 甲申   | 乙酉   | 丙戌   | 丁亥   | 戊子   | 己丑   | 庚寅   | 辛卯   | 壬辰   | 癸巳   |
| 應永 | 21年   | 22年   | 23年   | 24年   | 25年   | 26年   | 27年   | 28年   | 29年   | 30年   |
| 西曆 | 1414年 | 1415年 | 1416年 | 1417年 | 1418年 | 1419年 | 1420年 | 1421年 | 1422年 | 1423年 |
| 干支 | 甲午   | 乙未   | 丙申   | 丁酉   | 戊戌   | 己亥   | 庚子   | 辛丑   | 壬寅   | 癸卯   |
| 應永 | 31年   | 32年   | 33年   | 34年   | 35年   |        |        |        |        |        |
| 西曆 | 1424年 | 1425年 | 1426年 | 1427年 | 1428年 |        |        |        |        |        |
| 干支 | 甲辰   | 乙巳   | 丙午   | 丁未   | 戊申   |        |        |        |        |        |

## 相關項目
| 前一年號： 明德 | 日本年號 | 下一年號： 正長 |